# Ruta del Sud 2017
La Ruta del Sud 2017, 41a edició de la Ruta del Sud, es disputà entre el 15 al 18 de juny de 2017 repartits entre quatre etapes, amb inici a Vilamanda i final a Nogaròu. La cursa formava part del calendari de l'UCI Europa Tour 2017, amb una categoria 2.1.
El vencedor final fou el suís Silvan Dillier (BMC Racing Team) per davant de l'equatorià Richard Carapaz (Movistar Team) i Kenny Elissonde (Team Sky).

## Equips
L'organització convidà a prendre part en la cursa a setze equips:
- Movistar Team, Direct Energie, BMC Racing Team, Caja Rural-Seguros RGA, Astana Pro Team, Roubaix Lille Métropole, AG2R La Mondiale, Cofidis, HP BTP-Auber93, FDJ, Fortuneo-Vital Concept, Team Sky, Cannondale-Drapac Pro Cycling Team, Euskadi Basque Country-Murias, Delko Marseille Provence KTM, Equipe Cycliste Armée de Terre

## Etapes
| Etapa | Data       | Recorregut                                 | Km       | Vencedor d'etapa     | Líder de la general  |
| ----- | ---------- | ------------------------------------------ | -------- | -------------------- | -------------------- |
| 1a    | 16 de juny | Vilamanda - Sant Ponç                      | 176,6 km | Julien Loubet (FRA)  | Julien Loubet (FRA)  |
| 2a    | 17 de juny | Espace Loisirs Sor et Agout - Saramon      | 173,8 km | Elia Viviani (ITA)   | Julien Loubet (FRA)  |
| 3a    | 18 de juny | Saint-Gaudens - Gavarnie-Gèdre             | 167 km   | Pierre Rolland (FRA) | Silvan Dillier (SUI) |
| 4a    | 19 de juny | Gers - Astarac Arros en Gascogne - Nogaròu | 154,8 km | Thomas Scully (NZL)  | Silvan Dillier (SUI) |

## Classificació final
|    | Ciclista              | Equip                        | Temps       |
| -- | --------------------- | ---------------------------- | ----------- |
| 1  | Silvan Dillier (SUI)  | BMC Racing Team              | 17h 11' 09" |
| 2  | Richard Carapaz (ECU) | Movistar Team                | + 07"       |
| 3  | Kenny Elissonde (FRA) | Team Sky                     | + 1' 44"    |
| 4  | Brice Feillu (FRA)    | Fortuneo-Vital Concept       | + 2' 47"    |
| 5  | David Arroyo (ESP)    | Caja Rural-Seguros RGA       | + 4' 07"    |
| 6  | Julien Loubet (FRA)   | Armée de Terre               | + 4' 42"    |
| 7  | Gianni Moscon (ITA)   | Team Sky                     | + 5' 38"    |
| 8  | Rigoberto Urán (COL)  | Cannondale-Drapac            | + 5' 45"    |
| 9  | Mauro Finetto (ITA)   | Delko Marseille Provence KTM | + 5' 51"    |
| 10 | Hubert Dupont (FRA)   | AG2R La Mondiale             | + 6' 33"    |